# Der Schauspieldirektor

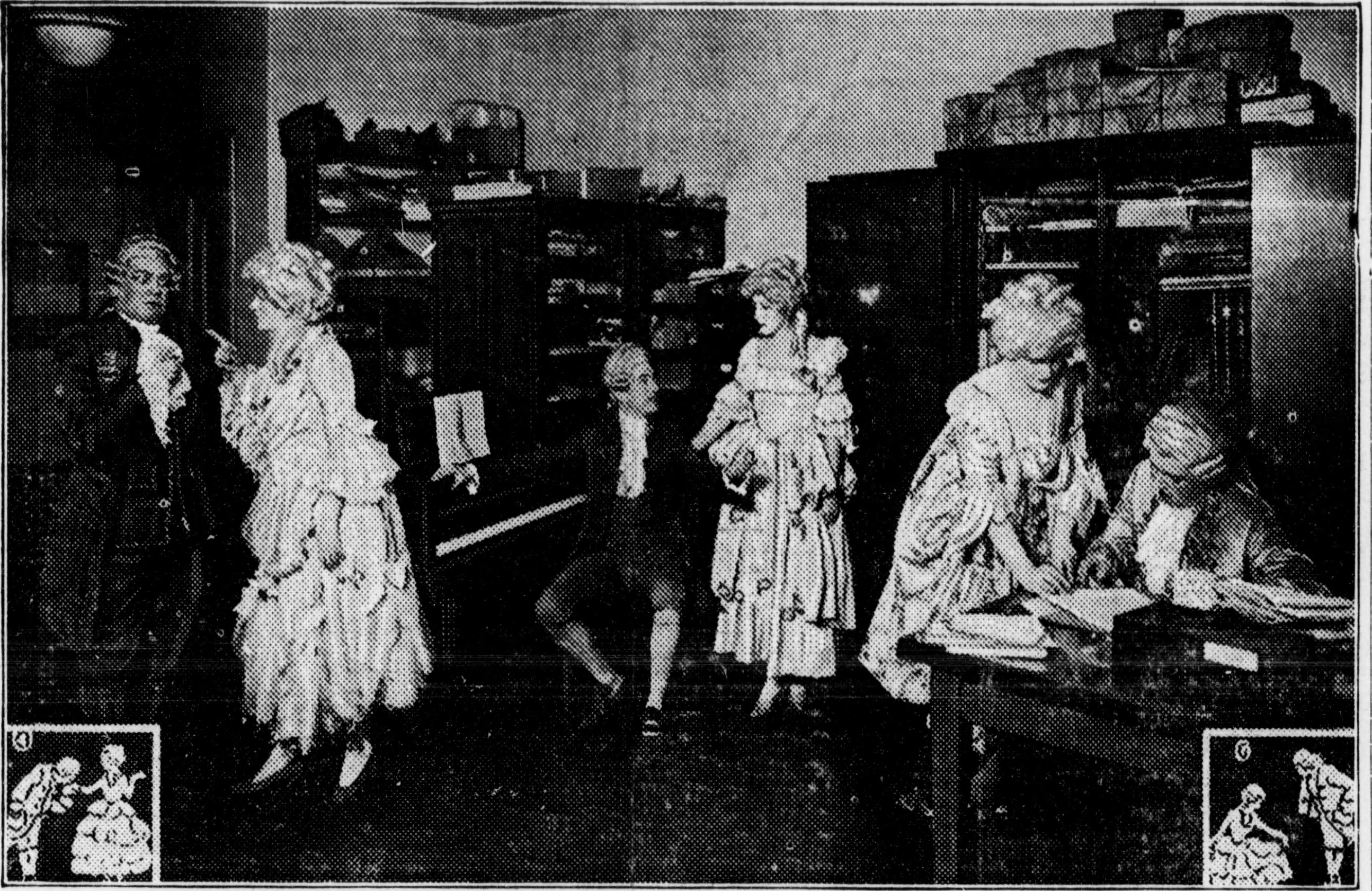
Escena de l'òpera

Der Schauspieldirektor, és una òpera en un acte de Wolfgang Amadeus Mozart.

## Personatges
- Frank: empresari teatral (paper parlat) i personatge que dona títol a l'òpera;
- Eiler, banquer (paper parlat);
- Buff, actor (baix buf);
- Herz, actor (paper parlat);
- Madame Pfeil, actriu (paper parlat);
- Madame Krone, actriu (paper parlat);
- Madame Vogelsang, actriu (paper parlat);
- Herr Vogelsang, un cantant (tenor);
- Madame Herz, cantant (soprano);
- Mademoiselle Silberklang, cantant (soprano de coloratura).

## Lloc i època
Sala d'una petita residència, 1785.
Una comèdia en un acte que Johann Gottlieb Stephanie, el mateix autor de Die Entführung aus dem Serail (El rapte del Serrall), redactà per satiritzar l'ambient teatral de l'època i convertí una obra molt entretinguda. Mozart va escriure una obertura excel·lent, quasi desmesurada i massa significativa per aquesta petita obra, així com quatre números musicals. L'encàrrec procedia de l'emperador, que volia oferir una distracció a la seva germana i al marit d'aquesta, que havien anat a visitar-lo a Viena (<en honor dels governants imperials dels Països Baixos>), segons es digué oficialment.
La gran festa tingué lloc en l'hivernacle del magnífic Palau de Schönbrunn, renovat poc temps abans, i en el que el 7 de febrer de 1786 foren estrenades dues obres musicals; l'òpera principal era d'Antonio Salieri (el compositor més poderós de Viena i testa tàcitament reconeguda d'un <partit italià> que era totpoderós en qüestions musicals) i es titulava Prima la musica, dopo le parole, que era una al·lusió a les disputes sobre la importància d'aquests elements operístics. La paròdia mozartiana era un afegitó que tanmateix despertà gran hilaritat. La representació fou, per dir-ho així, una <reunió de família>: hi participà Aloysia, l'antic amor de Mozart, així com el seu marit, l'actor Joseph Lange, que en aquesta obra s'aventurava a cantar per primera vegada.
El contingut és una parodia del teatre. L'empresari vol organitzar una companyia. Buff, un actor vell i experimentat (anomenar-lo <artista> seria una exageració), li aconsella fixar-se un xic menys en l'art i un xic més en el negoci. També està en contra de les bones obres teatrals, que troben públic només amb dificultat. Que potser no hi ha prou quantitat d'obres mediocres? L'empresari rep i escolta a diversos aspirants. apareix un banquer i promet fer-se càrrec del dèficit de l'empresa si la seva amiga assoleix els papers principals, per els quals posseeix totes les condicions necessàries (ell almenys no ho dubta i ella encara ho dubta menys).

## Els sous
Quan es parla dels sous, surt a la superfície el descontentament latent. Es produeix un enrenou, molt a l'estil teatral. L'empresari declara que en aquestes condicions ha de renunciar a el projecte. Llavors els membres de el grup re-capacitant: ¿L'art només pot florir quan hi ha harmonia! És gairebé commovedor. Per sort està present Buff, que fa molt que ha deixat de prendre les coses seriosament, però que, malgrat tot, té els seus vanitats personals (que en el teatre, pel que es veu, només acaben amb la mort) i afirma que només necessita afegir una << o >> al seu nom per ser el primer bufo de la companyia, després del que es posa a imitar el cant de coloratura dels altres. Finalment es supera també aquest episodi i tots es posen a treballar harmoniosament (¿fins quan?).
Mozart aboca la seva inesgotable alegria en aquest llibret. D'on la treu, si les seves preocupacions són cada dia majors i pateix desenganys de tota mena? Oh, geni miraculós, tan aliè a la vida quotidiana!
L'empresari va haver de patir multitud d'adaptacions. El 1797, Goethe va utilitzar la música de Mozart per a un llibret semblant que va ser representat en el seu teatre de Weimar. En 1845, Ludwig Wilhelm Schneider, un actor i cantant, va tenir la idea de redactar un nou llibret en el qual apareixia personalment Mozart, que negociava amb el director de teatre (que es s'anomenava Schilkaneder) la composició de La flauta màgica. Aquesta versió la va refondre Wilhelm Zentner el 1931. Però cinc anys després va aparèixer en la programació altra completament nova, redactada per Friedrich Gessner. Segurament no serà l'última, tot i que avui pensem que, en la mesura del possible, totes les obres s'haurien d'interpretar en la seva forma original. I en L'empresari és a dir, com es comprova sempre, perfectament possible. Ningú posarà objeccions si s'afegeixen alguns acudits.